# Rapport masse/luminosité
 (février 2025).
Si vous disposez d'ouvrages ou d'articles de référence ou si vous connaissez des sites web de qualité traitant du thème abordé ici, merci de compléter l'article en donnant les références utiles à sa vérifiabilité et en les liant à la section « Notes et références ».

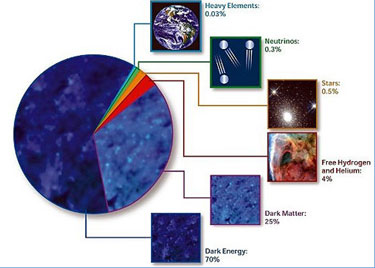
Composition proposée de l'Univers observable, constitué de :
- 70 % d'énergie noire,
- 25 % de matière noire
- 4 % de milieu intergalactique et interstellaire
- le reste (~ 1 %) constituant la matière visible, car lumineuse.
Crédit NASA.

En astrophysique et en cosmologie physique, le rapport masse/luminosité, généralement écrit sous la forme M/L et parfois avec le symbole {\displaystyle {\begin{smallmatrix}\Upsilon \end{smallmatrix}}}, représente le rapport entre la masse d'un volume donné (typiquement une région de l'Univers observable telle qu'une galaxie ou un amas stellaire) et sa luminosité. Ce rapport est souvent exprimé par rapport à celui du Soleil, qui vaut :
{\displaystyle {\begin{smallmatrix}\Upsilon _{\odot }\end{smallmatrix}}} = M☉/L☉ = 1,988 92 × 1030 kg / 3,839 × 1026 W = 5 180 kg/W.
Les valeurs du rapport masse/luminosité des galaxies et des amas stellaires — qu'ils soient ouverts ou globulaires — sont toujours sensiblement supérieures à {\displaystyle {\begin{smallmatrix}\Upsilon _{\odot }\end{smallmatrix}}} car toute la matière baryonique ne s'y trouve pas sous forme d'étoiles mais également sous forme de gaz et de poussières formant leur milieu interstellaire, l'analyse de leur champ gravitationnel suggérant par ailleurs que l'essentiel de leur masse y soit présente sous forme de matière noire.
Le rapport masse/luminosité est calculé à partir de la magnitude bolométrique corrigée des effets d'extinction. Dans la mesure où on n'obtient rarement le spectre électromagnétique complet d'un objet astronomique, ce spectre doit être extrapolé à l'aide d'un modèle, typiquement par une loi de puissance ou par le rayonnement du corps noir. La masse est quant à elle déduite du théorème du viriel ou d'effets de lentille gravitationnelle.
Le rapport masse/luminosité des amas stellaires et des galaxies varie typiquement de 2 à 10 fois le rapport solaire, tandis qu'il est de l'ordre de 100 fois cette valeur à l'échelle de l'Univers observable, en accord avec les modèles cosmologiques les plus généralement acceptés, tels que le modèle ΛCDM. 